# Ochrana životního prostředí
Souslovím ochrana životního prostředí lze označit systematickou a vědecky podloženou lidskou činnost, která je realizována ochranou prostředí nutného k uspokojivému životu všech organismů na Zemi včetně člověka. Pojem bývá zaměňován s pojmem ekologie, příp. ochrana přírody.
Pro vývoj mezinárodních aktivit v oblasti ochrany životního prostředí je klíčová Deklarace Konference Organizace spojených národů o životním prostředí a další dokumenty udržitelného rozvoje.
Ochrana životního prostředí má v České republice svůj základ mimo jiné i v Ústavě ČR a Listině základních práv a svobod. Zavedena je primární odpovědnost státu za ochranu životního prostředí, přičemž stát má na ekologické aspekty dbát při každé své činnosti (jde o tzv. průřezovou, horizontální či integrovanou ochranu). Vyjádřena je tak hodnota veřejného zájmu na ochraně životního prostředí, přírodního bohatství a jejich zachování pro budoucí generace. Povinnost chránit přírodní prostředí se vztahuje na všechny státní orgány.
V poslední době stoupá celospolečenský zájem o ochranu životního prostředí. Problematika jeho ochrany proniká i do kurikulí na vysokých školách. Na brněnské Masarykově univerzitě se nachází Katedra environmentálních studií. Environmentálně zaměřené obory se vyučují také na Fakultě životního prostředí České zemědělské univerzity v Praze  či v Technické univerzitě v Liberci.

## Některé právní aspekty ochrany životního prostředí
Ochrana životního prostředí je v praxi často prováděna především právními nástroji, tzv. integrovanou, průřezovou právní ochranou. Základní pojmy v oblasti ochrany životního prostředí jsou vymezeny v zákoně č. 17/1992 Sb., o životním prostředí. Ten v ust. § 2 definuje životní prostředí pro právní účely jako "vše, co vytváří přirozené podmínky existence organismů včetně člověka a je předpokladem jejich dalšího vývoje. Jeho složkami jsou zejména ovzduší, voda, horniny, půda, organismy, ekosystémy a energie." V ust. § 9 stejný zákon definuje také ochranu životního prostředí: „Ochrana životního prostředí zahrnuje činnosti, jimiž se předchází znečišťování nebo poškozování životního prostředí, nebo se toto znečišťování nebo poškozování omezuje a odstraňuje. Zahrnuje ochranu jeho jednotlivých složek, druhů organismů nebo konkrétních ekosystémů a jejich vzájemných vazeb, ale i ochranu životního prostředí jako celku.“

#### Nástroje přímého působení[3]
Právní nástroje přímého působení na ochranu životního prostředí zahrnují:
1. Administrativně-právní nástroje ochrany - zejména v podobě (i) ukládání různých zákazů, příkazů a omezení na základě právních předpisů, (ii) vydávání povolení, souhlasů, stanovisek a vyjádření (často závazných) ze strany orgánů státní správy ke skutečnostem, které mohou mít dopad na životní prostředí, (iii) vydávání jednotných standardů (např. emisní limity), jejichž cílem je udržení určitého stavu životního prostředí, (iv) kategorizace objektů ochrany (jak chráněných hodnot životního prostředí, tak jednotlivých zdrojů ohrožení), která má za cíl diferenciaci ochrany vzhledem k významu chráněného zájmu a úrovně nebezpečí životnímu prostředí, (v) kontroly a dozoru ze strany orgánů veřejné moci, např. České inspekce životního prostředí, (vi) obecné právní odpovědnosti ve formě náhrady škody a újmy např. peněžitě či formou nápravného opatření, (vii) výkonu rozhodnutí jako prostředku k vynucování rozhodnutí orgánů veřejné moci.
2. Koncepční nástroje ochrany - zejména v podobě koncepcí, plánů a programů, které nemusí být nutně právně závazné. Jedná se např. o územní plánovací dokumentace.Ochrana životního prostředí má v České republice svůj základ mimo jiné i v Ústavě ČR a Listině základních práv a svobod. Zavedena je primární odpovědnost státu za ochranu životního prostředí, přičemž stát má na ekologické aspekty dbát při každé své činnosti (jde o tzv. průřezovou, horizontální či integrovanou ochranu). Vyjádřena je tak hodnota veřejného zájmu na ochraně životního prostředí, přírodního bohatství a jejich zachování pro budoucí generace. Povinnost chránit přírodní prostředí se vztahuje na všechny státní orgány.
3. Administrativní smlouvy a jiné dobrovolně převzaté závazky - např. dohody o ochranných podmínkách uzavírané mezi vlastníky pozemku a orgány ochrany přírody, dobrovolné přistoupení podnikatele k programu EMAS[4] (Eco-Management and Audit Scheme).

#### Nástroje nepřímého působení[5]
Nástroje nepřímého působení, byť upravené právními metodami, představují především nástroje ekonomického působení na ochranu životního prostředí, jelikož mají za cíl ochranu životního prostředí zprostředkovat ekonomickou stimulací. Jejich aspektem je i to, že často znamenají nižší celkové společenské náklady v porovnání s nástroji přímého působení. Nástroje ekonomického nepřímého působení můžeme dělit na pozitivní (stát určitým způsobem zvýhodňuje ekologické chování, např. daňovými úlevami) a negativní (stát naopak určitou ekologicky nevhodnou činnost znevýhodňuje tím, že s ní spojuje další náklady, např. poplatky za znečištění ovzduší). Konkrétní nástroje nepřímého působení můžeme dělit na:
1. Poplatky za znečišťování a jiné poškozování životního prostředí - např. poplatky za ukládání odpadů, za znečišťování vod atd.
2. Poplatky za využívání přírodních zdrojů - např. poplatky za odběr vod, za kácení dřevin, za odnětí pozemků určených k plnění funkcí lesa atd.
3. Uživatelské poplatky - např. poplatky za spotřebu látek poškozujících ozónovou vrstvu atd.
4. Daně - daň k ochraně životního prostředí.Ochrana životního prostředí má v České republice svůj základ mimo jiné i v Ústavě ČR a Listině základních práv a svobod. Zavedena je primární odpovědnost státu za ochranu životního prostředí, přičemž stát má na ekologické aspekty dbát při každé své činnosti (jde o tzv. průřezovou, horizontální či integrovanou ochranu). Vyjádřena je tak hodnota veřejného zájmu na ochraně životního prostředí, přírodního bohatství a jejich zachování pro budoucí generace. Povinnost chránit přírodní prostředí se vztahuje na všechny státní orgány.
5. Daňová zvýhodnění - snížené sazby za některé komodity v rámci DPH či spotřebních daní, zvýhodnění daně z příjmů (příjem z provozuOchrana životního prostředí má v České republice svůj základ mimo jiné i v Ústavě ČR a Listině základních práv a svobod. Zavedena je primární odpovědnost státu za ochranu životního prostředí, přičemž stát má na ekologické aspekty dbát při každé své činnosti (jde o tzv. průřezovou, horizontální či integrovanou ochranu). Vyjádřena je tak hodnota veřejného zájmu na ochraně životního prostředí, přírodního bohatství a jejich zachování pro budoucí generace. Povinnost chránit přírodní prostředí se vztahuje na všechny státní orgány. alternativních energetických zdrojů) atd.
6. Depozitně-refundační systémy - např. zálohování vybraných obalů (i PET lahví).
7. Nástroje k zajištění závazků - v podobě povinného environmentálního pojištění, zajišťovacích fondů atd.
8. Další nástroje - např. dotace, dary, jiná zvýhodnění, zvýhodněné půjčky a garance, úlevy při placení poplatků atd.

###### Příklad užití nástrojů v praxi - emisní povolenky a emisní obchodování
Jedním z nástrojů ochrany životního prostředí představují emisní povolenky, potažmo obchod s nimi. S ohledem na výše uvedenou klasifikaci můžeme emisní povolenky považovat za nástroj přímého působení administrativně-právního typu, jelikož představují určitý maximální emisní limit. Emisní povolenky jsou však obchodovatelné mezi emitenty skleníkových plynů na trhu emisních povolenek - naplněn je tak i charakter nepřímého, ekonomického působení.
Systém pro obchodování s emisemi představuje iniciativu Evropské unie uplatňovanou od roku 2005 a jeden z hlavních pilířů energetických politik Evropské unie. Zaveden byl na základě Směrnice Evropského parlamentu a Rady 2003/87/ES ze dne 13. října 2003 o vytvoření systému pro obchodování s povolenkami na emise skleníkových plynů v Unii. V České republice je dále regulován zákonem č. 383/2012 Sb., o podmínkách obchodování s povolenkami na emise skleníkových plynů. Podstatný je i zákon č. 458/2000 Sb., o podmínkách podnikání a o výkonu státní správy v energetických oOchrana životního prostředí má v České republice svůj základ mimo jiné i v Ústavě ČR a Listině základních práv a svobod. Zavedena je primární odpovědnost státu za ochranu životního prostředí, přičemž stát má na ekologické aspekty dbát při každé své činnosti (jde o tzv. průřezovou, horizontální či integrovanou ochranu). Vyjádřena je tak hodnota veřejného zájmu na ochraně životního prostředí, přírodního bohatství a jejich zachování pro budoucí generace. Povinnost chránit přírodní prostředí se vztahuje na všechny státní orgány. dvětvích a o změně některých zákonů (energetický zákon), dle kterého operuje tzv. národním správce rejstříku obchodování s povolenkami.
Ve vztahu ke všem zařízením (emitentům), která pod zmíněnou regulací (povinně) fungují, je stanoven maximální limit pro emise skleníkových plynů. Následně dochází k alokací emisních povolenek (případně k jejich dražbě), přičemž tyto povolenky mohou následně být obchodně redistribuovány mezi jednotlivými zařízeními (emitenty). Všechna zařízení přitom musí sledovat své vlastní emise a hlásit jejich úroveň příslušným státním orgánům, přičemž vždy musí mít dostatek vlastních emisních povolenek na pokrytí svých emisí. Pokud dostatečný počet povolenek nemají, musí si povolenky odkoupit od jiných emitentů. Své vlastní povolenky mohou samozřejmě i prodat, pokud jich mají více než je potřeba. Cílem systému je co nejefektivnější snižování emisí na tržním principu, a to s minimalizací státních zásahů.